# Pseudatrichia bakeri
Pseudatrichia bakeri är en tvåvingeart som beskrevs av Kelsey 1969. Pseudatrichia bakeri ingår i släktet Pseudatrichia och familjen fönsterflugor.
Artens utbredningsområde är Kalifornien. Inga underarter finns listade i Catalogue of Life.